# Tånebro
Tånebro is een plaats in de gemeente Skurup in het Zweedse landschap Skåne en de provincie Skåne län. De plaats heeft 107 inwoners (2005) en een oppervlakte van 14 hectare.